# Niño con liebre
Niño con liebre es una escultura del siglo II de estilo romano y rasgos helénicos encontrada en el yacimiento de la Villa del Mitra, ubicado en el municipio de Cabra, provincia de Córdoba, España. Se encuentra expuesta en el Museo Arqueológico de Cabra, está realizada en mármol blanco y alberga una altura de 41 centímetros.

## Historia
La escultura fue hallada en la Villa del Mitra en el 1952, un yacimiento arqueológico romano a las afueras de la localidad de Cabra en la que también se halló la pieza Mitra de Cabra. La obra fue regalada por su descubridor, Francisco Castro Córdoba, al ministro franquista José Solís Ruiz, nacido en la misma ciudad, a cambio de un puesto laboral para su sobrino, cuando todavía no se habían producido excavaciones arqueológicas oficiales.
Tras la muerte del político en 1990, la pieza pasó por testamento hasta su hija María de la Sierra Solís, quien en 2006 consultó a unos expertos sobre la datación de la obra y el 26 de junio de 2008 quedó registrada en el Inventario General de Bienes Muebles del Patrimonio Histórico Español como "Niño sentado con liebre en sus brazos".
En septiembre de 2008, se volvió a tener noticias de la estatua cuando la empresa Tasart. Arte y Antigüedades, S. L. se puso en contacto con el Museo Arqueológico de Cabra debido a que se estaba intentando tasar la pieza y la dueña se proponía venderla.
La entonces alcaldesa socialista María Dolores Villatoro contactó con la propietaria para que la donara a la ciudad y al museo. Sierra Solís se negó argumentando que deseaba venderla. En diciembre de 2008 se subastó por 45.000 € en Goya Subastas, pero nadie la adquirió. En enero de 2009, la Consejería de Cultura de la Junta de Andalucía le exigió a Sierra Solís probar la propiedad de la obra. No obstante, consiguió vender la pieza directamente al coleccionista cordobés Francisco Cabello Mohedano por 30.000 €.
El Ayuntamiento se puso en contacto con el coleccionista, que había vendido piezas tartésicas anteriormente al museo, y se abrió una negociación para la venta de Niño con liebre. En octubre de 2014 se compró la obra por 30.000 €, el mismo precio que él había pagado a Sierra Solís, pasando desde entonces a estar en las colecciones del Museo Arqueológico de Cabra, lugar en el que lleva expuesta desde la reapertura del museo en febrero del año 2015.

## Representación
La escultura representa a un niño agarrando a una libre cuya boca tiene un agujero desde el que salía un chorro de agua, ya que, posiblemente, estaría ubicado en alguna fuente o complejo acuático de la Villa del Mitra.